# Renata Ruiz
Pour les articles homonymes, voir Ruiz.
Renata Ruiz Pérez (née le 8 mai 1984 à Santiago) est une mannequin, sociologue, animatrice de radio et présentatrice de télévision chilienne et Miss Univers Chili 2005.

## Elite Model Look Chile 2001
Elle est la gagnante du concours Elite Model Look Chile 2001. En septembre de la même année, elle a participé au concours international de Nice (France), où elle était parmi plus de 60 déléguées de 40 pays. Le gagnant a été la Néerlandaise Rianne ten Haken et Ruiz était la 1re dauphine. La troisième position a été remportée par une autre Néerlandaise, Femke Lakenman.

## Miss Univers 2005
Renata Ruiz représenta le Chili à Miss Univers 2005 en Thaïlande. Elle a été élue par l'organisation de Ana Maria Cummins et Francisco Zegers. Elle ne s'est pas présentée dans l'organisation historique, qui a été remportée par la Canadienne Natalie Glebova.

## Radio
- Depuis 2013 : Ciudad Rock & Pop (Rock & Pop) : Animatrice

## Télévision
- 2014 : Algo está pasando (Chilevisión) : Présentatrice